# Rio Beliș
O Rio Beliş é um rio da Romênia afluente do Rio Someşul Cald, localizado no distrito de Cluj.